# 謝孟軒
謝孟軒（1986年5月12日—），台灣足球運動員，主司防守後衛，畢業於台北市立體育學院，2010年推甄上台北體院運動教育研究所，同屆錄取有旅外棒球國手羅國輝、亞運女壘國手呂雪梅。

## 生平
謝孟軒於2003年進入高雄縣立路竹高級中學（今高雄市立路竹高級中學）就讀，在高中嶄露頭角，常為隊上得分贏得勝利。隨後進入足球名校台北體院就讀，在北體期間，謝孟軒擔任過各個位置，從進攻前鋒、助攻中場、防守後衛及最後防線守門，皆有其經驗，多次有精采演出，爾後進入國家隊，參加奧運資格賽、挑戰者盃、世界盃資格賽、東亞盃、北京五人制等國際重大足球賽事，在2007年奧運資格賽中表現亮眼，與澳洲對戰時，以後衛之態屢次突襲，並成為該賽中華隊唯一射正之球員。
謝孟軒研究所畢業後，於國家訓練中心服役。目前回母校高雄市立路竹高中擔任教練，目前已教出多名國家級球員，如：陳宥龍（控球後衛）、陳彥鎖（兩碼魔術師）等等⋯，同時也繼續參與足球相關活動。。

## 經歷
- U16、U19國家隊
- 2005、2009全國運動會男子組足球團體賽 冠軍
- 2006亞洲杯足球錦標賽
- 2007年東亞盃男子資格賽
- 2008北京奧運奧運資格賽
- 2009 全國城市足球聯賽最佳11球員
- 2010年世界盃亞洲區資格賽
- 2010年挑戰盃錦標資格賽
- 2010東亞盃錦標準決賽
- 2013菲律賓和平盃
- 2013年亞洲室內暨武藝運動會